# Ritápolis
Ritápolis é um município brasileiro do estado de Minas Gerais. Sua população recenseada em 2022 foi de 4 994 habitantes. Possui uma área de 404,805 km².

## História
A cidade teve suas origens no século XVIII como vila de abastecimento agropecuário. A Vila de Santa Rita do Rio Abaixo, como era chamada, foi fundada por tropeiros e emancipada de São João Del Rei em 30 de Dezembro de 1962. A primeira referência documentada da antiga Santa Rita do Rio Abaixo consta na certidão de batismo de Domingos da Silva Xavier, irmão mais velho de Joaquim José da Silva Xavier (Tiradentes), ocorrido em 25 de Junho de 1738.
A vila nasceu no início da construção da capela por volta de 1713 que, apesar de descaracterizada devido a um acréscimo frontal ocorrido em 1918, está preservada até hoje. Atualmente o local é denominado Praça Tiradentes em homenagem a seu filho maior. Já recebeu o nome de Largo e Arraial. Os séculos de história deixaram alguns exemplares de arquitetura em pedra, pau-a-pique, abobe e tijolos. A praça estende-se pela rua Santa Rita até o largo do Rosário que, por sua vez, estende-se até o cemitério, numa altitude que varia entre 1000 e 1100 metros. Deste local tem-se uma bela vista, na qual pode-se avistar a Serra de São José e a Serra do Lenheiro, além das montanhas que envolvem as cidades de Resende Costa e Conceição da Barra de Minas.
Emancipada em 1962, Ritápolis tem como padroeira Santa Rita de Cássia, cuja festa comemora-se no dia 22 de maio. A cidade possui o Santuário Diocesano de Santa Rita de Cássia, local de grande peregrinação de romeiros, principalmente em maio. Principais festas: Carnaval de rua com os tradicionais "Bloco do Terror" que e realizado na 2ª feira de carnaval e "Enterro do Zé Pereira" que é realizado na 3ª feira - os criadores daquele bloco foram Luiz Carlos, José Márcio e Rejane Oliveira; Festa de Santa Rita de Cássia; Exposição Agropecuária; Arraial dos Gabirobas.
As denominações anteriores da cidade foram: Ibitutinga e Santa Rita do Rio Abaixo.

## Geografia

### Localização
Localiza-se a noroeste de São João del-Rei - MG, distante 14 km da mesma. Em relação a Belo Horizonte são 200 km. Fica a 70 km da Rodovia Fernão Dias (BR-381) e a 120 km da BR-040.
Parte de seu território também é atravessado pela Ferrovia do Aço da antiga Rede Ferroviária Federal (RFFSA).
Conforme a classificação geográfica mais moderna (2017) do IBGE, Ritápolis é um município da Região Geográfica Imediata de São João del-Rei, na Região Geográfica Intermediária de Barbacena.

### Circunscrição eclesiástica
A paróquia de Santa Rita de Cássia pertence à Diocese de São João del-Rei.

### Clima, relevo e vegetação
A cidade tem altitudes que variam de 960 (Foz do Ribeirão dos Pilões) a 1296 (serra do Valentim) metros e temperatura média anual de 20 °C. A orografia local é constituída por planaltos, levemente ondulados e cortada por algumas elevações com ampla visibilidade, tais como o Morro Grande, a Serra da Carioca e a Serra dos Quatro Vinténs, todos próximos do núcleo urbano.
A vegetação é uma transição entre a Mata Atlântica e o Cerrado. O que confere um alto grau de endemicidade florística, onde podem ser facilmente perceptiveis mosaicos vegetacionais, com formações tipicamente de cerrados (cerradão) e manchas de mata atlântica (Floresta Estacional Semidecidual Montana).